# 基特宁足球俱乐部
凱特靈鎮足球會（Kettering Town Football Club）是位於英格蘭北安普敦郡凱特林（Kettering）的足球俱樂部，於2007/08年球季贏得議會北部聯賽冠軍後升上英格蘭足球議會全國聯賽比賽。球隊的綽號是「罌粟花」（The Poppies），目前於英格蘭足球南部聯賽（超聯組中）角逐。
凱特靈以罗丁汉姆路球场（Rockingham Road）作為主場，通常穿著紅、白及黑球衣作賽，主要的敵對球隊是（Rushden & Diamonds）。

## 大事紀年
| 年 份   | 事 項 |
| ------- | --- |
| 1892-93 | 參加中部聯賽（Midland League）                                                                               |
| 1895-96 | 中部聯賽冠軍                                                                                                 |
| 1896-97 | 同時參賽聯合聯賽（United League）成為創始成員                                                                |
| 1899-00 | 中部聯賽冠軍（第2次）                                                                                        |
| 1900-01 | 參加南部聯賽                                                                                                 |
| 1904    | 南部聯賽甲組排榜尾第18位，離開南部聯賽                                                                       |
| 1909-10 | 再次參賽南部聯賽，置於乙組（B）；南部聯賽乙組（B）亞軍                                                       |
| 1912    | 離開南部聯賽                                                                                                 |
| 1923-24 | 再次參賽南部聯賽，置於東部分區                                                                               |
| 1924    | 「凱特靈」更名為「凱特靈鎮」                                                                                 |
| 1924-25 | 南部聯賽東部分區亞軍                                                                                         |
| 1927-28 | 南部聯賽東部分區冠軍，附加賽5-0擊敗西部分區冠軍預備隊獲得南部聯賽總冠軍                                      |
| 1928-29 | 南部聯賽東部分區冠軍（第2次），附加賽2-4負於西部分區冠軍預備隊                                               |
| 1930-31 | 離開南部聯賽，取代預備隊參賽百明翰及地區聯賽（Birmingham & District League）                                 |
| 1931    | 離開百明翰及地區聯賽                                                                                         |
| 1946-47 | 再次參賽百明翰及地區聯賽                                                                                     |
| 1947-48 | 百明翰及地區聯賽冠軍                                                                                         |
| 1948-49 | 百明翰及地區聯賽亞軍                                                                                         |
| 1950-51 | 加入南部聯賽                                                                                                 |
| 1956-57 | 南部聯賽冠軍                                                                                                 |
| 1958-59 | 南部聯賽西北分區亞軍                                                                                         |
| 1960    | 南部聯賽超聯組排第22位，降班甲組                                                                             |
| 1960-61 | 南部聯賽甲組冠軍，升班超聯組                                                                                 |
| 1964    | 南部聯賽超聯組排第21位，降班甲組                                                                             |
| 1967-68 | 南部聯賽甲組亞軍，升班超聯組                                                                                 |
| 1971    | 南部聯賽超聯組排第21位，降班甲組北                                                                           |
| 1971-72 | 南部聯賽甲組北冠軍，升班超聯組                                                                               |
| 1972-73 | 南部聯賽超聯組冠軍                                                                                           |
| 1974-75 | 南部聯賽盃冠軍                                                                                               |
| 1978-79 | 南部聯賽超聯組亞軍；決賽0-2負於斯塔福德流浪，足總錦標亞軍                                                    |
| 1979-80 | 聯盟超級聯賽創始成員                                                                                         |
| 1980-81 | 聯盟超級聯賽亞軍                                                                                             |
| 1985-86 | 晉級足總錦標準決賽                                                                                           |
| 1986-87 | 「聯盟超級聯賽」更名「足球議會聯賽」                                                                         |
| 1988-89 | 議會聯賽亞軍                                                                                                 |
| 1993-94 | 議會聯賽亞軍                                                                                                 |
| 1998-99 | 議會聯賽亞軍                                                                                                 |
| 1999-00 | 決賽2-3負於金斯顿人，足總錦標亞軍                                                                            |
| 2000-01 | 議會聯賽排第20位，降班南部聯賽超聯組                                                                         |
| 2001-02 | 南部聯賽超聯組冠軍（第2次），升班議會聯賽                                                                    |
| 2002-03 | 議會聯賽排第22位，降班依斯米安聯賽超聯組                                                                     |
| 2004-05 | 加入新成立的議會北部聯賽。議會北部聯賽排第4位，附加賽準決賽2-1擊敗特羅斯登，決賽1-1，互射十二碼2-4負於艾青洽 |
| 2007-08 | 議會北部聯賽冠軍，升級議會全國聯賽                                                                           |
| 2011-12 | 全國聯賽排第廿四位，降班                                                                                     |

## 主場球場
凱特靈於1897年搬遷到現時仍然採用的罗丁汉姆路球场（Rockingham Road），獲得冠名贊助稱為「Elgoods Brewery Arena」。

## 榮譽
- 英格蘭足球議會聯賽
  - 議會北部聯賽 冠軍：2007/08年；
- 英格蘭足球南部聯賽
  - 南部聯賽 冠軍：1956/57年；
  - 南部聯賽超聯組 冠軍：1972/73年、2001/02年；
  - 南部聯賽甲組北 冠軍：1971/72年；
  - 南部聯賽甲組 冠軍：1960/61年；
  - 南部聯賽東部分區 冠軍：1927/28年、1928/29年；
  - 南部聯賽盃 冠軍：1974/75年；

## 著名球員及領隊
- 戴歷·杜根（Derek Dougan）
- 理查德·布彻（Richard Butcher）
- 云尼·霍伊（Rene Howe）
- 奇雲·布力維爾（Kevin Blackwell）
- 本·赖特（Ben Wright）
- 保罗·梅素韦特（Paul Musselwhite）
- 凯斯·亚历山大（Keith Alexander ）
- 湯美·羅頓（Tommy Lawton）
- 安東尼·艾丁（Anthony Elding）
- 朗·艾堅遜（Ron Atkinson）
- 克莱格·维斯特卡尔（Craig Westcarr）
- 盖伊·布兰斯顿（Guy Branston）

## 外部連結
- Official website
- BBC Sport Kettering site （页面存档备份，存于）
- Poppies Trust （页面存档备份，存于）